# Erina absimilis
Erina absimilis är en fjärilsart som beskrevs av Felder 1862. Erina absimilis ingår i släktet Erina och familjen juvelvingar. Inga underarter finns listade i Catalogue of Life.